# SBS 토론공감

《SBS 토론공감》은 대한민국의 SBS에서 제작·방영한 심야 토론 프로그램이다. 2004년부터 첫 방송되어, SBS대토론 이것이 여론이다와 SBS토론 시시비비였으나 2008년 11월 13일부터 SBS 시사토론으로  바뀌었다가 2013년 2월 14일부터는 SBS 토론공감으로 이름이 바뀌었다. 다른 토론 프로그램과는 달리 이름이 자주 바뀌는 편이다. 진행자는 한때 김형민 보도제작국장이였다가 성추행으로 인해 사직하게 되면서 토론 프로그램 중 최초로 여성 사회자인 고희경 뉴스토리팀장이 진행했다. 그리고 2013년 9월 26일 종영했다.

## 지역민방 프로그램
SBS시사토론은 각각의 지역민영방송 2곳이 자체편성 관계로 방송되지 않으며, 프로그램 제작국인 G1, kbc, JIBS, ubc, TBC, TJB, JTV 등 지역민방 7개만이 자체편성 없이 그대로 방송한다. 다음 지역민방 프로그램은 밤 12시 35분부터 방송된다. (토론 프로그램중 유일무이하게 전국으로 동시 송출되지 않는다.)
- KNN  KNN 스페셜, TV갤러리
- CJB CJB 시사진단

## 같이 보기
- 생방송 심야토론(생방송)
- JTBC 밤샘토론(생방송)
- MBC 100분 토론(생방송)